# Oskar-Schauer-Sattelhaus
Das Oskar-Schauer-Sattelhaus ist eine Schutzhütte der Ortsgruppe Voitsberg der Naturfreunde Österreichs (NFÖ). Sie steht auf 1409 m ü. A. im Gebiet der Gleinalpe, im Bezirk Voitsberg in der Steiermark in Österreich.

## Geschichte
Das Haus liegt im Bereich eines alten Handelsweges über die Gleinalm, die nur wenige Höhenmeter darüber beim Stierkreuz überschritten werden kann. Vorläufer der heutigen Schutzhütte war ein Gasthaus „Sattelwirt“ weiter oben auf der Terenbachalm, das sich schon im 19. Jahrhundert zu einem lokalen touristischen Ziel entwickelte. Dieses Gasthaus brannte jedoch am 29. Juli 1911 nach einem Blitzschlag ab. Der Wiederaufbau erfolgte in den Jahren 1924 und 1925 durch den unentgeltlichen Einsatz lokaler Naturfreunde. Im Ständestaat wurde der Besitz der Naturfreunde – und damit auch das Sattelhaus – von der Tourismusorganisation „Bergfreunde“ übernommen, unter den Nationalsozialisten wurde das Haus vom Reichsjugendherbergsverband bewirtschaftet.
Es ist Oskar Schauer, Obmann der Ortsgruppe Graz der Naturfreunde, zu verdanken, dass das Haus nach dem Zweiten Weltkrieg wieder in Besitz der Naturfreunde überging. Schauer war vor dem Anschluss Österreichs hochrangiges Mitglied der „Bergfreunde“ und vor deren Auflösung auch der Naturfreunde gewesen. Nach der Auflösung des Deutschen Alpenvereines 1945 wurde Schauer mit der Verwaltung von dessen Gütern in der Steiermark betraut und war parallel an der Neugründung der Naturfreunde beteiligt. Durch sein Wirken konnten die Naturfreunde das Sattelhaus zurückerlangen. Zum Gedenken daran trägt es heute auch den Namen des 1952 verstorbenen Oskar Schauer, wobei die beiden Namen parallel oder in der Mischform „Oskar-Schauer-Sattelhaus“ verwendet werden.

## Zustiege
- Vom Gaberl – 3 h
- Vom Eckwirt – 2 h
- Von der Katzbachbrücke / Sagmüller – 02 Zentralalpenweg und 05 Nord-Süd-Weitwanderweg – 3 h
- Von der Katzbachbrücke über Jägerwirt – 3 h
- Von Graden / Jägerwirt – 2½ h

## Gipfelbesteigungen und Höhenwege
- Terenbachalpe (1734 m)
- Turneralm über Stierkreuz (1485 m) – 02 Zentralalpenweg und 05 Nord-Süd-Weitwanderweg
- Roßbachkogel (1848 m)

## Übergänge zu Nachbarhütten
- Zeissmannhütte (1570 m)
- Gleinalmschutzhaus (1586 m)
- Steinplan Schutzhaus (1670 m)
- Dr.-Otto-Koren-Hütte (1550 m)